# Odostomia calliope
Odostomia calliope är en snäckart som beskrevs av Bartsch 1912. Odostomia calliope ingår i släktet Odostomia och familjen Pyramidellidae. Inga underarter finns listade i Catalogue of Life.